# Postmodernisme (architectuur)
Postmodernisme is een architectuurstroming waarin verschillende bouwstijlen en materialen vrijelijk worden gecombineerd. Deze is ontstaan in de jaren zestig van de twintigste eeuw als een tegenbeweging op het Modernisme, de Internationale Stijl en het functionalisme, die als te zakelijk, gelijkvormig en fantasieloos werden gezien. Het postmodernisme beleefde haar hoogtepunt in de jaren tachtig. Postmoderne architectuur kenmerkt zich door vrije vormen, fantasievolle detailleringen en verwijzingen naar het verleden. Doordat deze architecten hun fantasie de vrije loop laten kan deze stroming soms banaal of paradoxaal overkomen. Postmoderne architectuur is van oorsprong een Amerikaans verschijnsel, maar vond ook in Europa en Japan navolging.
De term Postmodernisme raakte pas in de jaren tachtig in zwang. Naast een stroming in de architectuur is het postmodernisme een brede beweging in onder andere de kunst, politiek, filosofie, religie en geschiedschrijving. Het is een tegenbeweging tegen de vooroorlogse gestelde zekerheden en legt (net als in de architectuur) de nadruk op twijfel, dubbelzinnigheid, diversiteit en onderlinge samenhang.
Postmodernisme neemt in de hedendaagse architectuur een belangrijke plaats in. Belangrijke architecten zijn Robert Venturi, Michael Graves, Philip Johnson, Frank Gehry, César Pelli en James Stirling. Gerelateerde stromingen zijn neofuturisme, neorationalisme, nieuw-klassieke architectuur en deconstructivisme.

## Ontstaan
In de eerste helft van de 20e eeuw ontstond het Modernisme. Ook dit was een beweging die breder was dan alleen architectuur. Het ging gepaard met technische innovaties zoals gewapend beton, staal en veel glas. Het bracht architecten voort zoals Ludwig Mies van der Rohe, die o.a. het principe van Form follows function en het minimalisme omarmden. Modernisten braken bewust met de tradities van de bouwkunst, zij wilden uit het niets een nieuwe architectuur creëren. Deze stroming bracht zeer strakke, vaak vierkante bouwwerken voort die weliswaar functioneel waren maar zonder fantasie of ornamenten. Critici vonden dit maar saai. In 1964 bouwde Robert Venturi het Vanna Venturi House met verwijzingen naar verschillende stijlen. Dit huis zou later bekend worden als het eerste (of een van de eerste) postmoderne gebouwen. In 1966 schreef hij een boek genaamd Complexity and Contradiction in Architecture, dat een invloedrijk werk zou worden waarin hij stelde dat architectuur vooral speels, veelzijdig en opportunistisch hoorde te zijn. Het boek Learning from Las Vegas door Denise Scott Brown (de vrouw van Venturi) uit 1972 bracht een storm van verontwaardiging voort. Zij stelde dat de stad Las Vegas die door de meeste architecten minachtend werd genegeerd omdat deze slechts uit protserige gebouwen en veel parkeerplaatsen bestond juist een inspiratiebron moest zijn. De historicus Charles Jencks stelde in zijn boek The Language of Post-Modern Architecture (1978) dat architectuur vooral een communicatiemiddel is en hij pleitte voor eclectisch bouwen. Aan Philip Johnson, ooit een bekend architect van functionalistische kantoorgebouwen, wordt de uitspraak toegeschreven "I got bored with the boxes".
Het modernisme had bewust met oudere principes gebroken en zag de geschiedenis als iets dat voorbij was en niet meer terug zou komen. De postmodernisten wilden de continuïteit juist weer oppakken. Ze haakten dan ook nadrukkelijk aan bij bouwstijlen uit het verleden en zagen de geschiedenis als een eindeloze inspiratiebron. Daarnaast vonden ze dat bij nieuwe gebouwen rekening moest worden gehouden met de lokale geschiedenis en cultuur. Daar kon dan naar gerefereerd worden in een nieuwe vorm.

## Historische verwijzingen
Postmoderne architecten laten zich graag door historische bouwstijlen inspireren. Zo worden oude vormen als zuilen, natuurstenen ornamenten, daklijsten en rondbogen veelvuldig toegepast. Vaak wordt hierbij ook gekeken naar de architectuur in de omgeving van het gebouw. In Zaandam, bekend om z'n houtbouw, zijn zo moderne gebouwen met kunststof planken opgetrokken, die duidelijk refereren aan de houten huisjes uit het verleden. Ook in de kleurstelling wordt de traditie gevolgd: niet langer grauw beton of blauw glas, maar rode baksteen, Zaans groen of typisch pleisterwerk.
Vaak worden elementen uit klassieke bouwstijlen (tot de klassieke oudheid toe) in vereenvoudigde en soms vergrote vorm overgenomen, met monumentale effecten, onder andere bij het kantoorgebouw van AT&T (door Johnson) in New York en bij het World Financial Center, tevens in New York (ontworpen door de in Argentinië geboren Amerikaanse architect César Pelli). De gebouwen van dit laatste complex hebben piramide-, bolvormige of trapvormige daken.
Het uitbundig gebruik van ornamenten wordt ook toegepast door de Spaanse architect Ricardo Bofill, wiens werk soms op dusdanig grote schaal van classicistische elementen is voorzien dat de functionaliteit van het gebouw ondergeschikt lijkt te zijn aan de indruk die het op de toeschouwer beoogt te maken, onder meer in Parijse voorsteden (de Villes Nouvelles). Hier lijkt sprake te zijn van "function follows form".

## Vrije vormen
Postmodernistische ontwerpen hebben vrije tot zeer vrije vormen, speelse en geavanceerde technologische oplossingen. Postmoderne gebouwen zijn niet alleen functioneel, ze moeten ook mooi zijn. Postmoderne architecten proberen de toeschouwer te verrassen met bijzondere vormen of grijpen juist terug op traditionele schoonheidsidealen als symmetrie. Zo worden bij de Neue Staatsgalerie, de nieuwe vleugel van de Staatsgalerie Stuttgart (James Stirling, 1984), klassieke stijlen gecombineerd met gekleurde stalen constructies. Het gebouw combineert hiermee het formele met het informele.
Soms worden hilarische effecten toegepast, waarbij de architect zichzelf "op de hak neemt". Bij een stijl die als deconstructivisme aangeduid wordt, neemt dit de vorm aan dat het gebouw reeds in verval lijkt te zijn. Architectenbureau SITE ontwierp voor de Amerikaanse supermarktketen BEST een gebouw te Houston waarvan de gevels gedeeltelijk ingestort lijken te zijn.

### Replica-architectuur
Bij de Replica-architectuur (Engels: Novelty architecture) gaan de ontwerpers nog een stap verder. Voor het te ontwerpen gebouw wordt een object, dier of zelfs mens reusachtig uitvergroot. Het doel is meestal marketing bedrijven of soms het hilarische effect zelf.

## Receptie

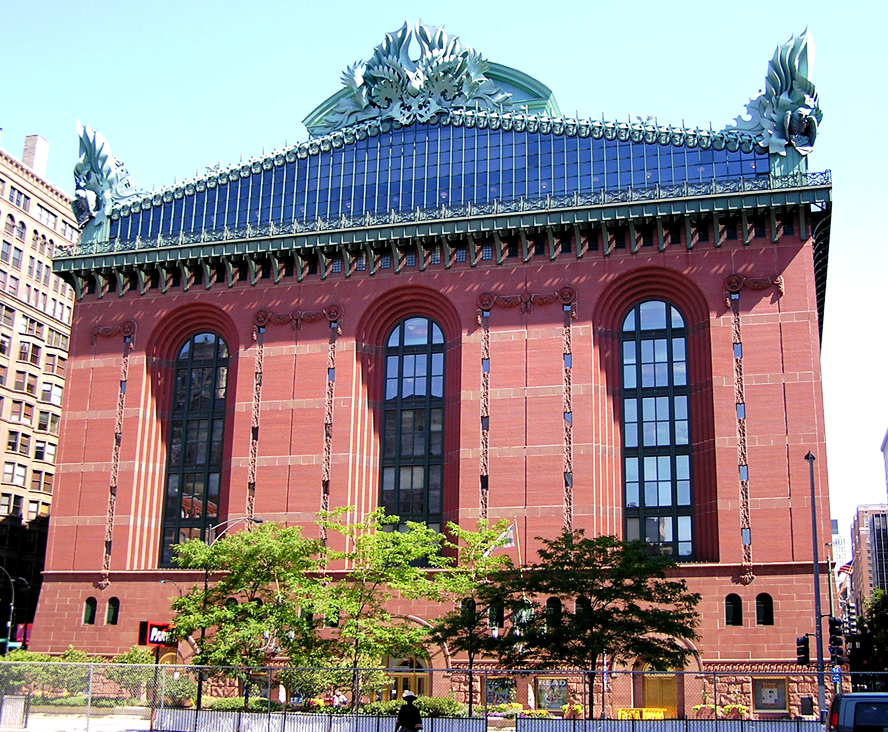
Harold Washington Library, ogenschijnlijk een beaux-artsgebouw, maar het fronton blijkt paradoxaal opgebouwd uit glas en staal

Het postmodernisme is een tegenbeweging. Het is dan ook niet verrassend dat er uit de modernistische en functionalistische hoek veel kritiek op postmoderne ontwerpen is gekomen. Vooral het toepassen van klassieke ornamenten werd en wordt door veel architectuurliefhebbers veroordeeld. Wellicht wat te sterk aangezet: de architecten van de Internationale Stijl zullen deze aanpak veroordelen als "knip-en-plakwerk"; postmoderne architecten zullen antwoorden dat de architectuurgeschiedenis een "grabbelton" is waaruit vrijelijk geput kan worden.
Ook de vrije vormen kunnen, zeker in hun extreme vormen, niet ieders goedkeuring wegdragen. De indruk bestaat dat postmodernistische gebouwen niet zonder een zekere dosis humor naar waarde geschat kunnen worden. Postmodernistische ontwerpen zijn volgens critici vaak meer een "statement", een "grap", dan een gebouw voor de eeuwigheid.
Tegenover de critici staan natuurlijk ook liefhebbers van postmoderne architectuur. De traditionele uitstraling van postmoderne gebouwen lijkt aan te slaan bij het grote publiek, dat zich graag met de "ouderwetse" bouwstijlen identificeert. Voor nieuwe projecten in historische binnensteden is het postmodernisme een gewilde stijl, omdat de architectuur aansluiting zoekt bij wat er al staat.

## Verbreiding en voorbeelden

### België
In België wordt het postmodernisme veelal toegepast bij inbreiding in oude stadscentra of uitbreidingen van historische gebouwen. Opvallend en kleurrijk voorbeeld is het hotel aan het Koningin Astridplein in Antwerpen van de hand van Michael Graves. Een ander voorbeeld zijn de ondergrondse uitbreidingen van station Antwerpen-Centraal, waarbij gebruik is gemaakt van vierkante zuilen en bakstenen. Ook het busstation van Leuven is in een postmoderne stijl opgetrokken. De Luikenaren Charles Vandenhove en Bruno Albert bouwden in postmoderne stijl – maar niet uitsluitend – in eigen stad, in Brussel en elders in het land. De Belgische ontwerper Pieter De Bruyne (1931-1987) kan worden beschouwd als pionier van het postmoderne meubel.

### Nederland
Twee bekende voorbeelden van postmoderne architectuur in Nederland zijn het Stadhuis van Zaanstad (Sjoerd Soeters, 2012) en het nabijgelegen Inntel Hotel Zaandam (Wilfried van Winden, 2010), beide vormgegeven als uit de kluiten gewassen verzamelingen Zaanse huisjes. Een ander voorbeeld van de hand van Soeters is het Circus Zandvoort (1991), een amusementscomplex midden in het historische centrum van de gelijknamige badplaats. Eveneens iconisch, maar minder eenduidig in te delen is het Groninger Museum: het valt op door de uitbundige decoratie en de vrije vormen, waardoor het ook kenmerken van het deconstructivisme bezit. Hetzelfde geldt voor het Bonnefantenmuseum van Aldo Rossi in Maastricht, dat postmodernistische elementen combineert met Europees rationalisme. Den Haag en Rotterdam kennen een aantal postmoderne hoogbouwprojecten, zoals Castalia door Michael Graves, de Muzentoren door Rob Krier, de Zurichtoren door César Pelli, Helicon door Soeters & Van Eldonk en de woontoren De Statendam door Hans Kollhoff. In Maastricht staat het postmoderne kantorencomplex De Colonel, eveneens van Kollhoff.
Postmodernistische woningbouw beleefde een hoogtepunt in de jaren 1990 in Nederland. De architectuurcriticus Bernard Hulsman noemde het in 1998 zelfs "de triomf van de antimodernisten". Bekende voorbeelden zijn de Amersfoortse wijk Kattenbroek en het Java-eiland in Amsterdam. In Helmond werd de vinexwijk Brandevoort gebouwd in de vorm van een oud vestingstadje. Brandevoort mist humor en fel kleurgebruik, waardoor het ook onder retro architectuur gerekend kan worden of zelfs een moderne interpretatie van het historisme. Ook in andere vinexwijken worden postmoderne ontwerpen veelvuldig toegepast, onder meer bij winkelhart de Parade in Nootdorp. In bestaande stedelijke context zijn diverse projecten van Charles Vandenhove gerealiseerd. Voorbeelden daarvan zijn Charles Voscour en Kanunnikencour, beide in Maastricht, en het Statenplein in Dordrecht.

## Afbeeldingen

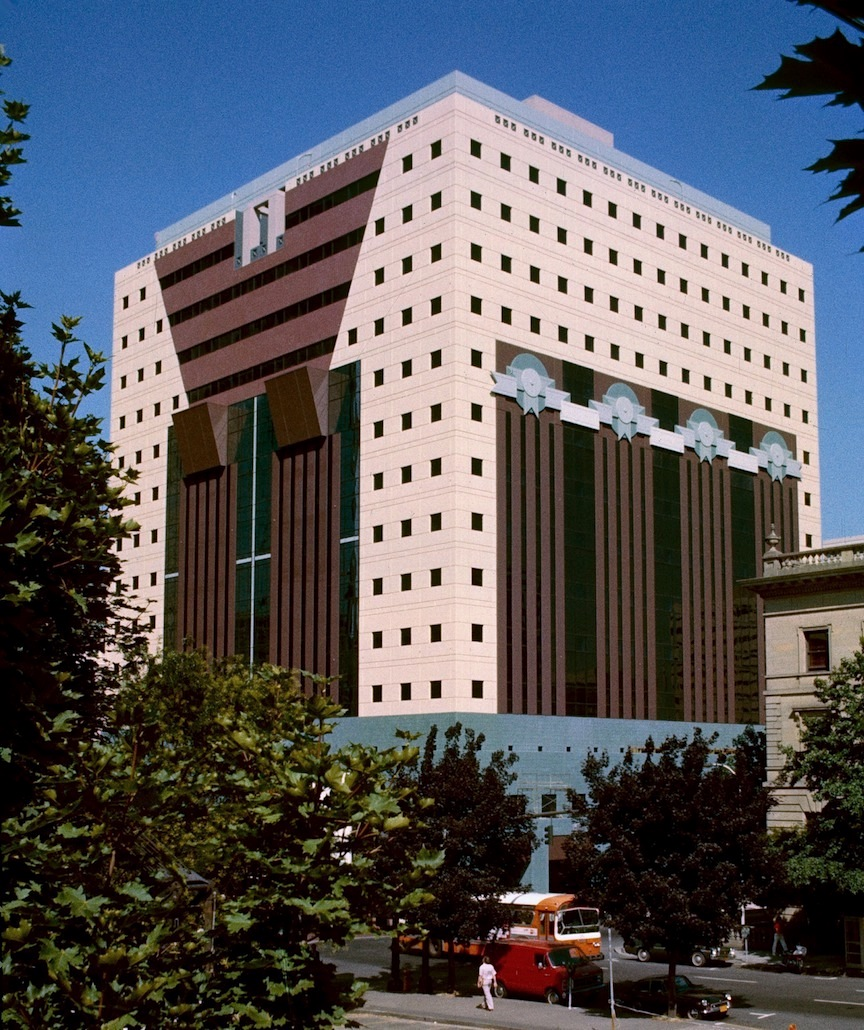
Portland Public Service Building (Michael Graves en Emery Roth & Sons, 1982)
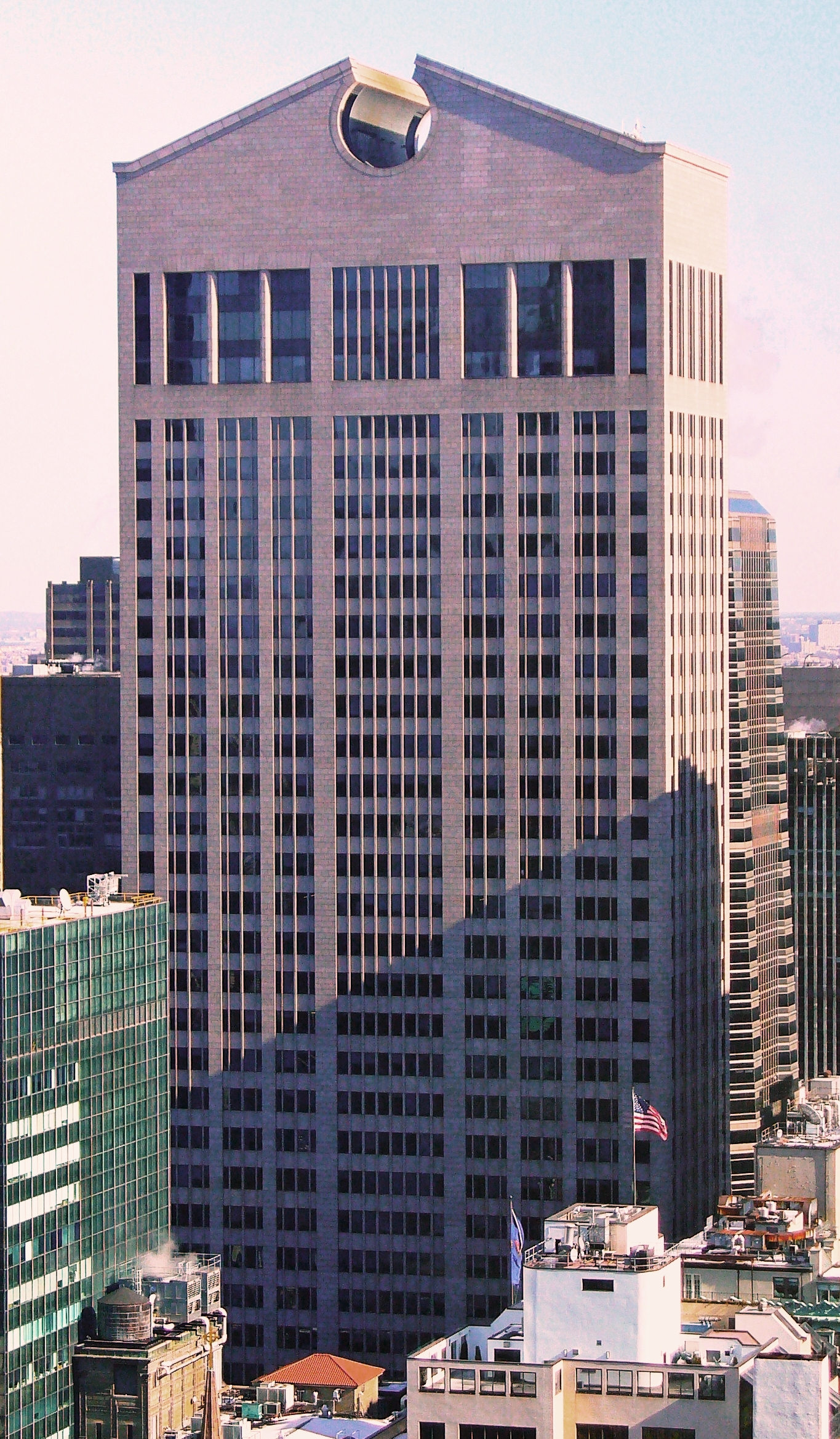
550 Madison Avenue (Philip Johnson & John Burgee, 1984)
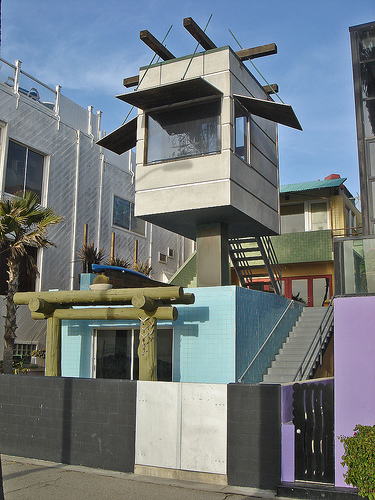
Norton Beach House in Venice Beach, Los Angeles (Frank Gehry, 1983)
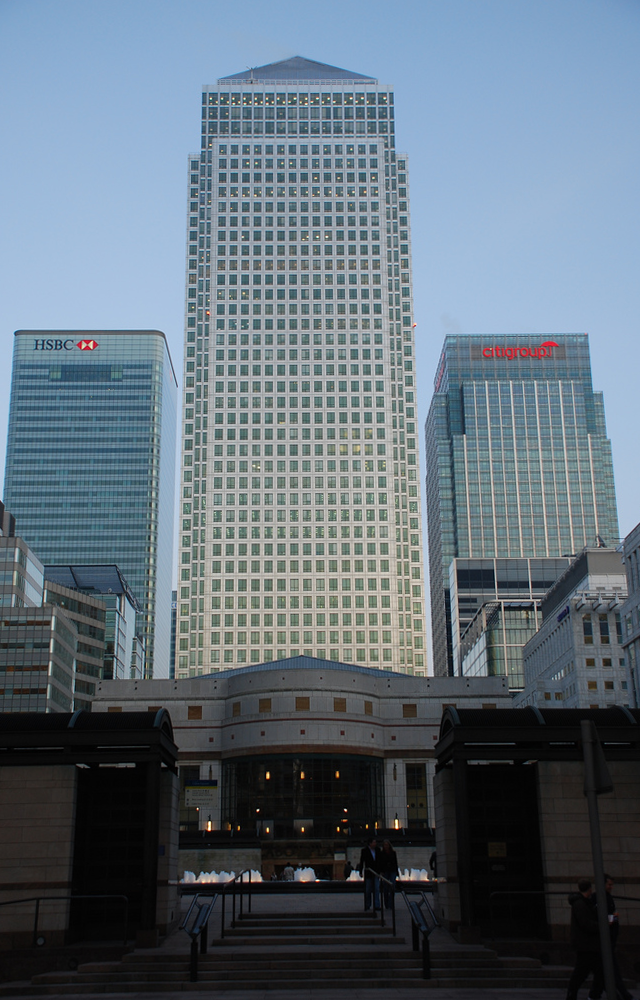
One Canada Square in Londen (César Pelli, 1991)
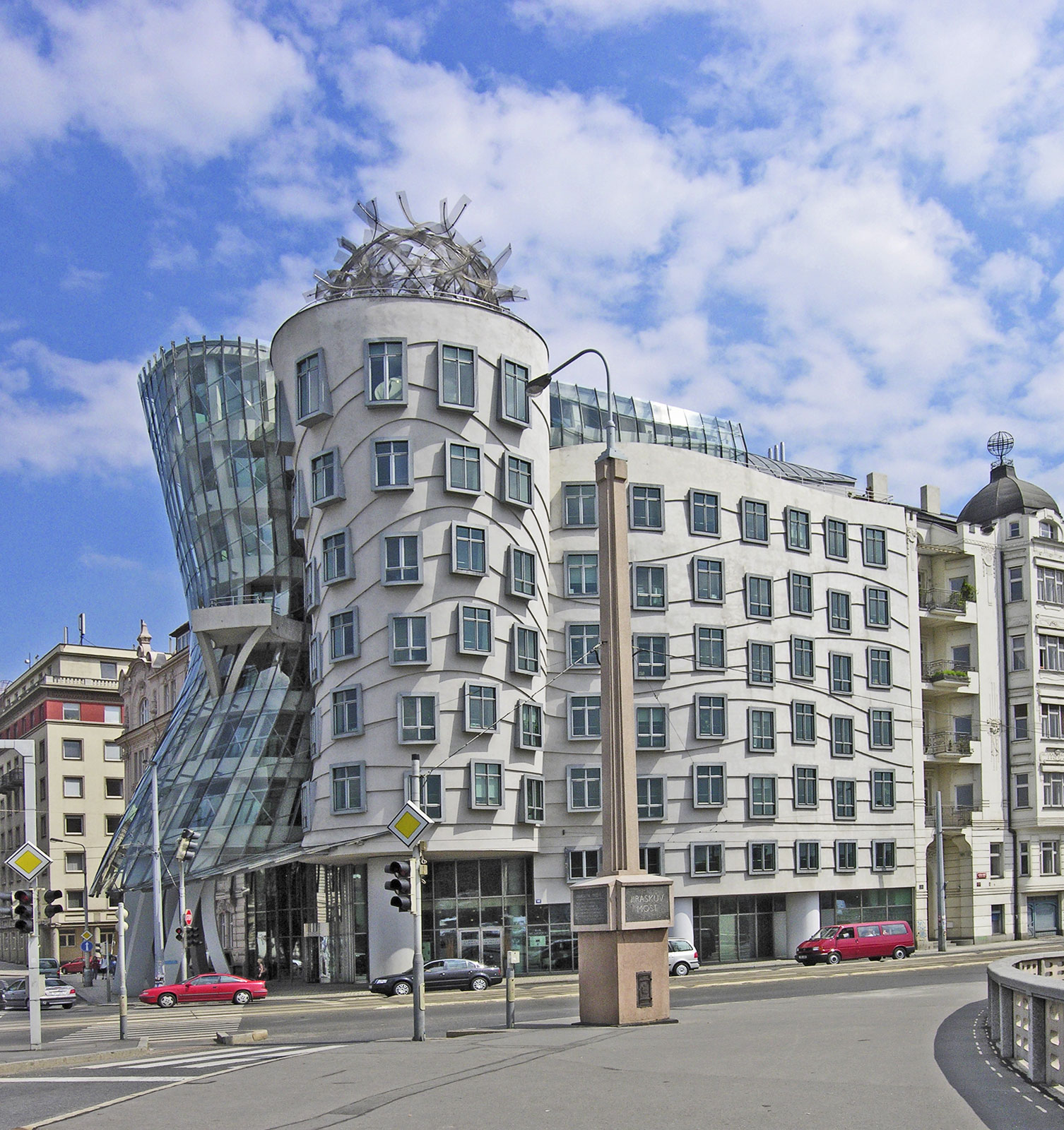
"Dansende Huis" in Praag (Vlado Milunić & Frank Gehry, 1996)
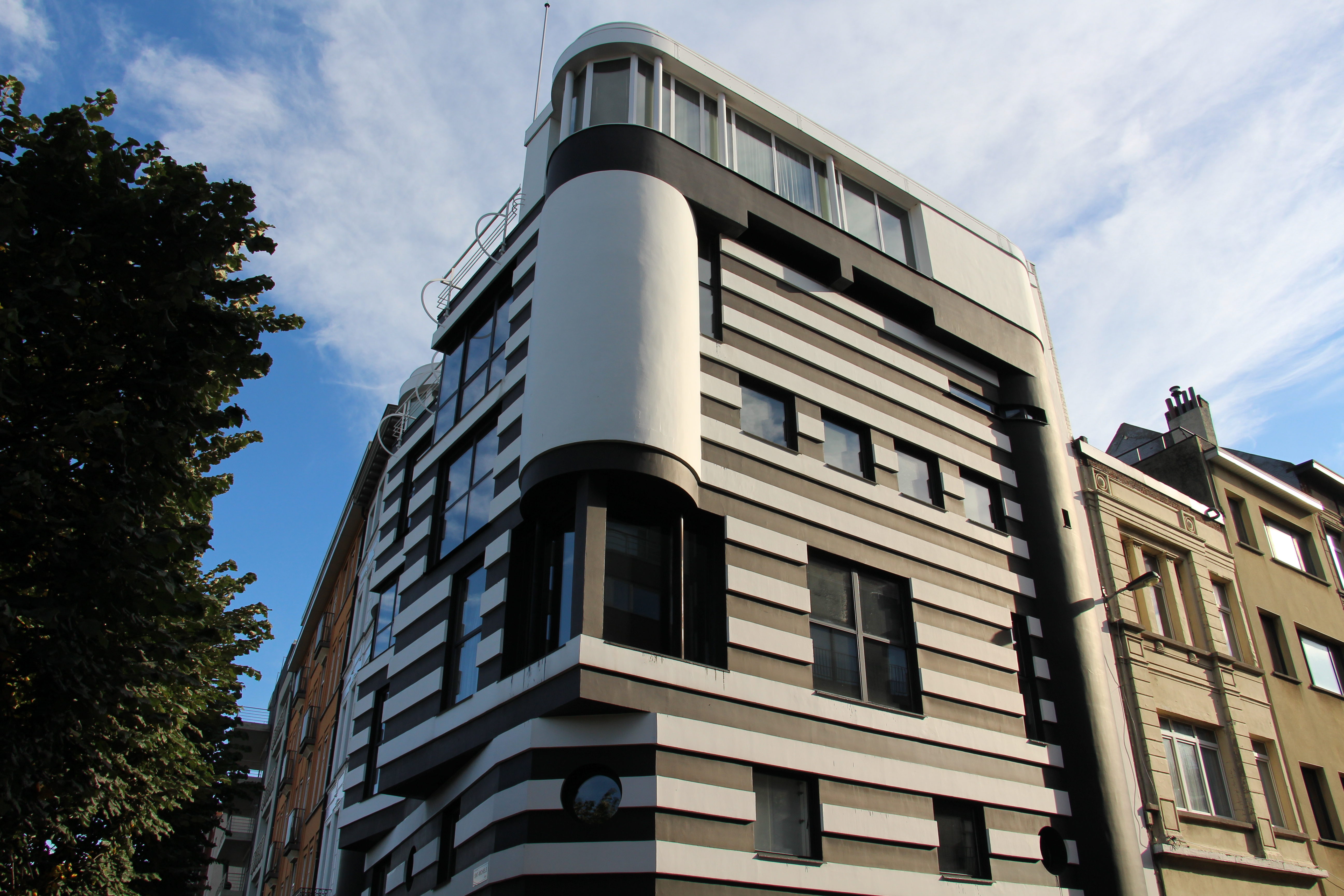
Huis Van Roosmalen in Antwerpen (bOb Van Reeth, 1988)
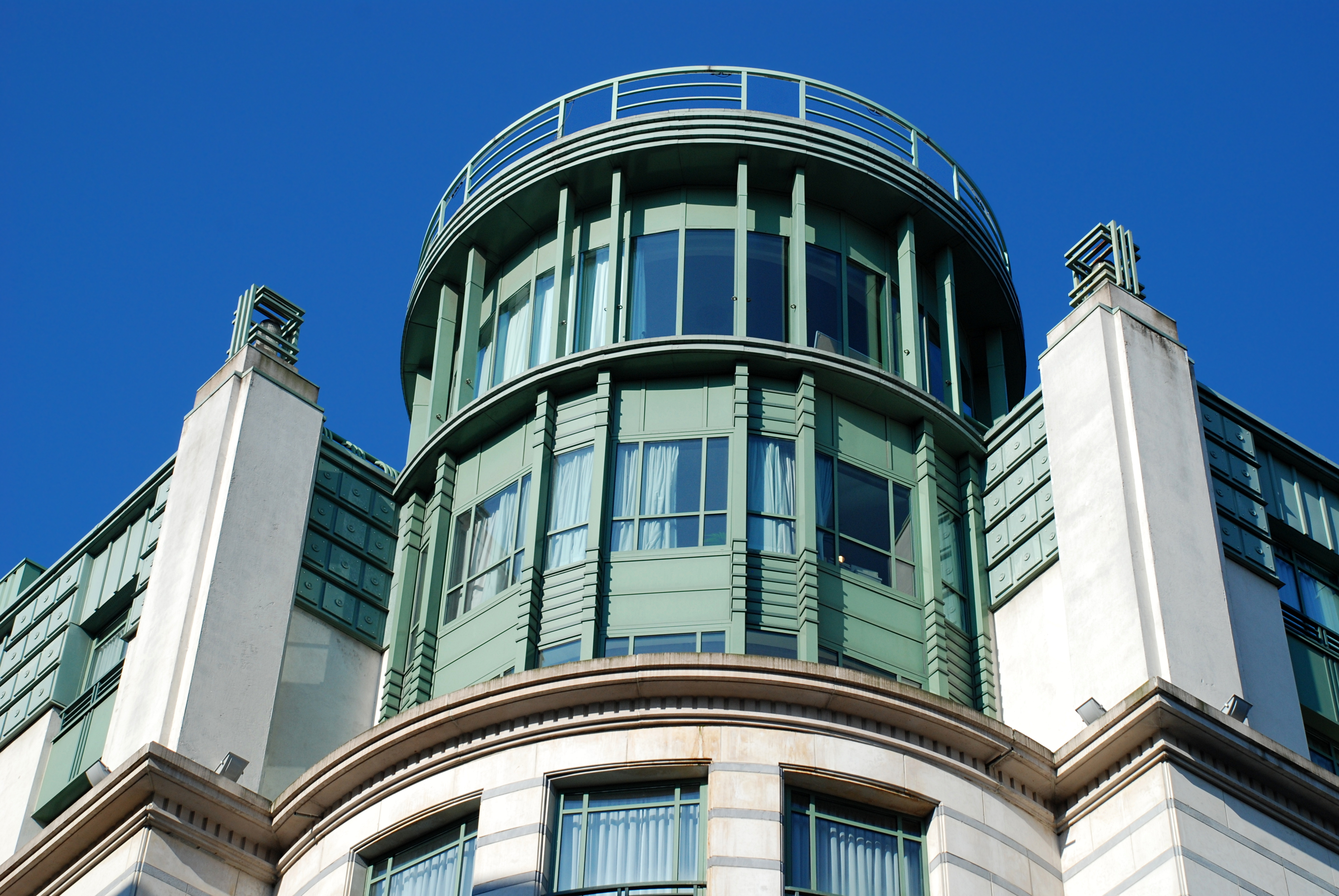
Detail Radisson Blu Hotel, Brussel (Atelier d'Art urbain & Michel Jaspers, 1990)
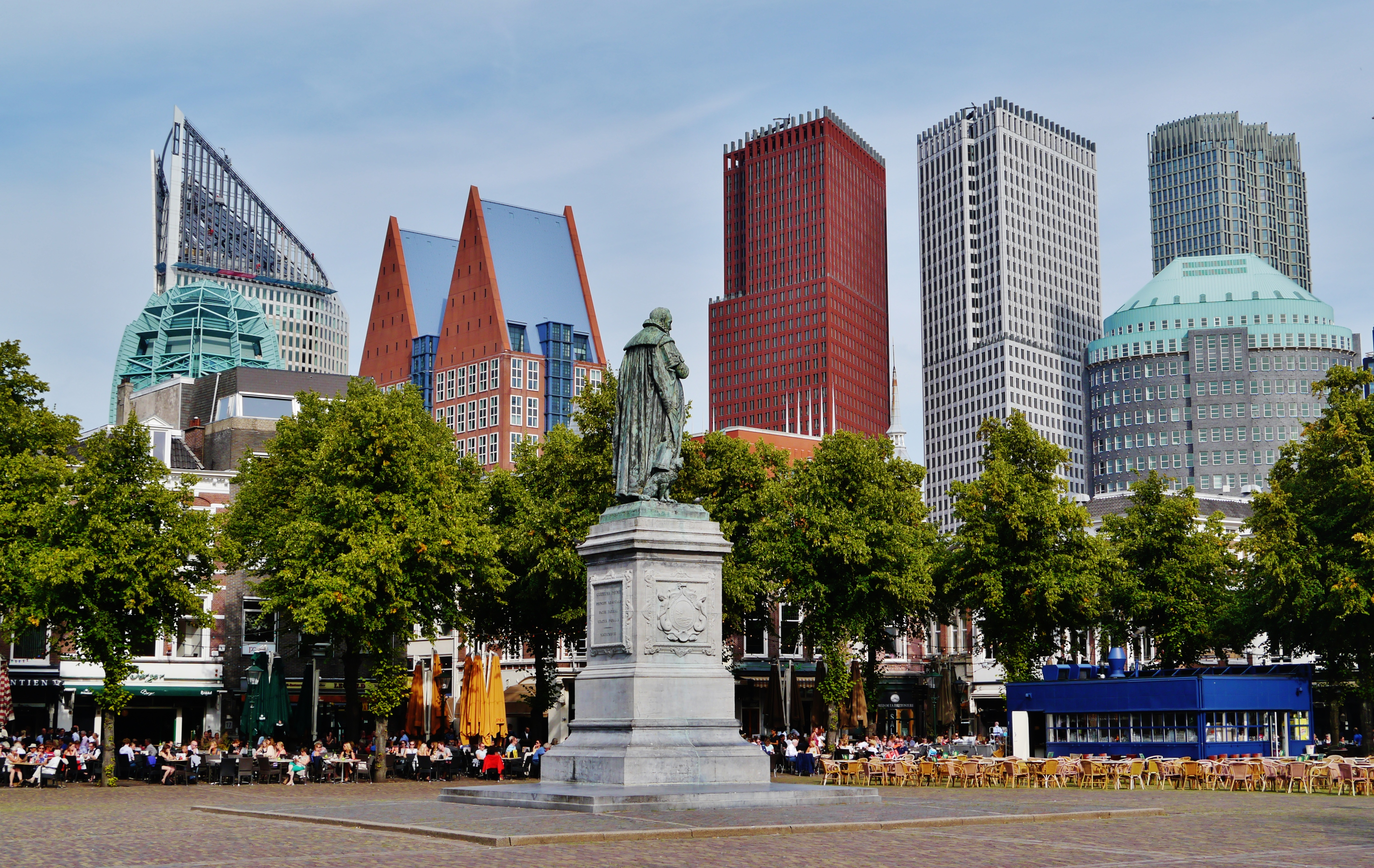
Skyline van Den Haag met diverse postmoderne wolkenkrabbers
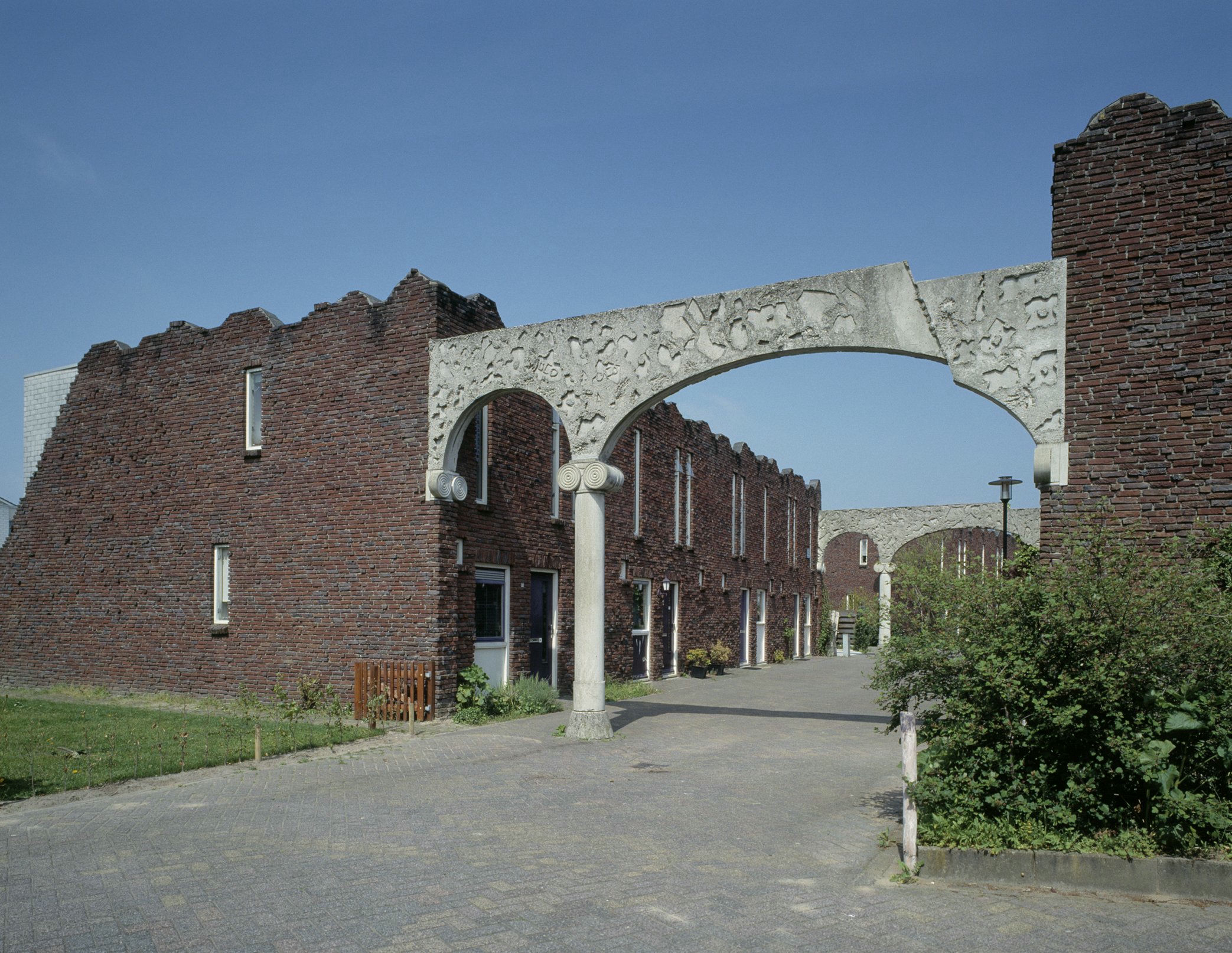
Ruïnewoningen Kattenbroek, Amersfoort (Hans Hermes, 1990)
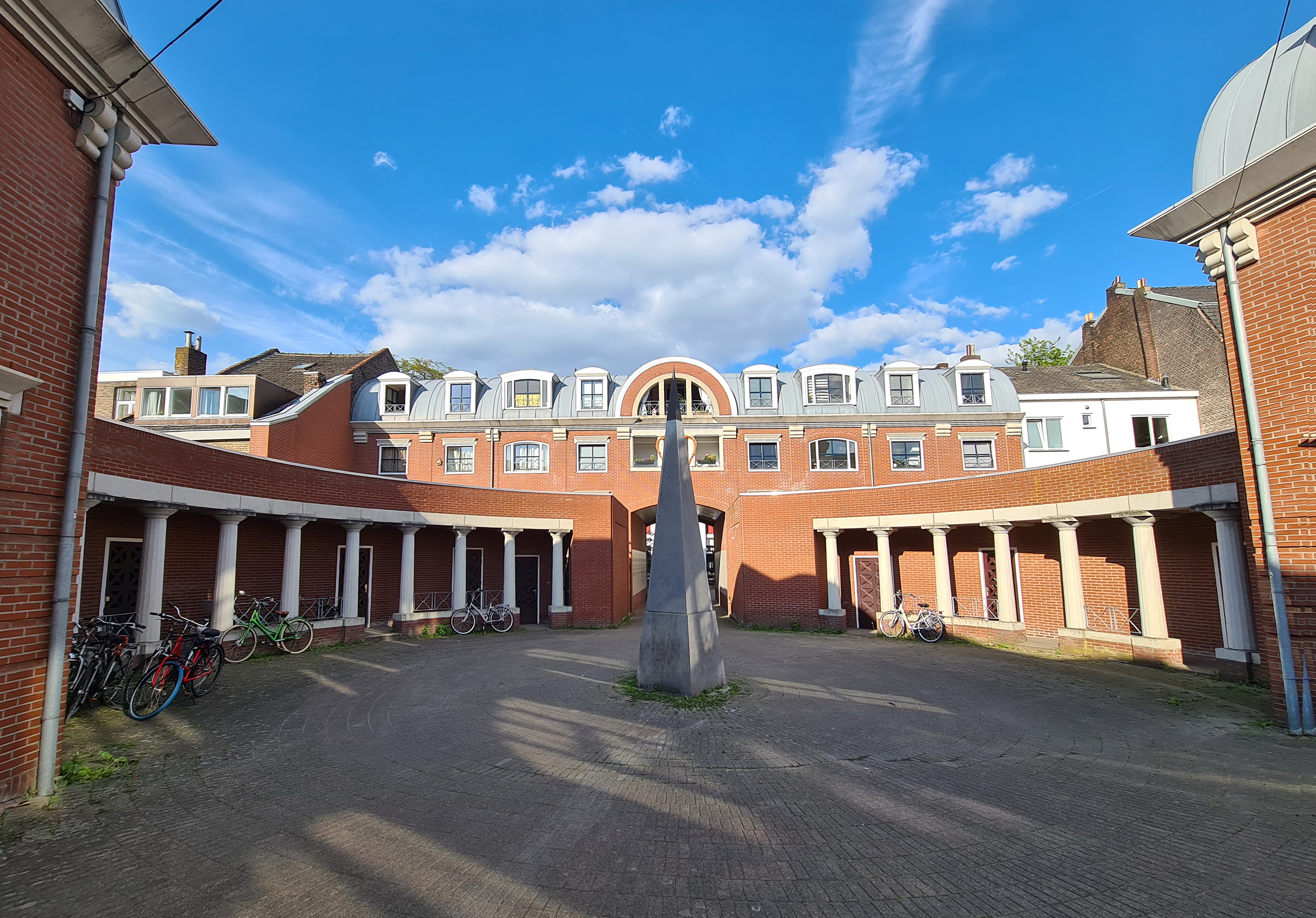
Colonnades en obelisk in Charles Voscour, Maastricht (Charles Vandenhove, 1994)